# John Canton

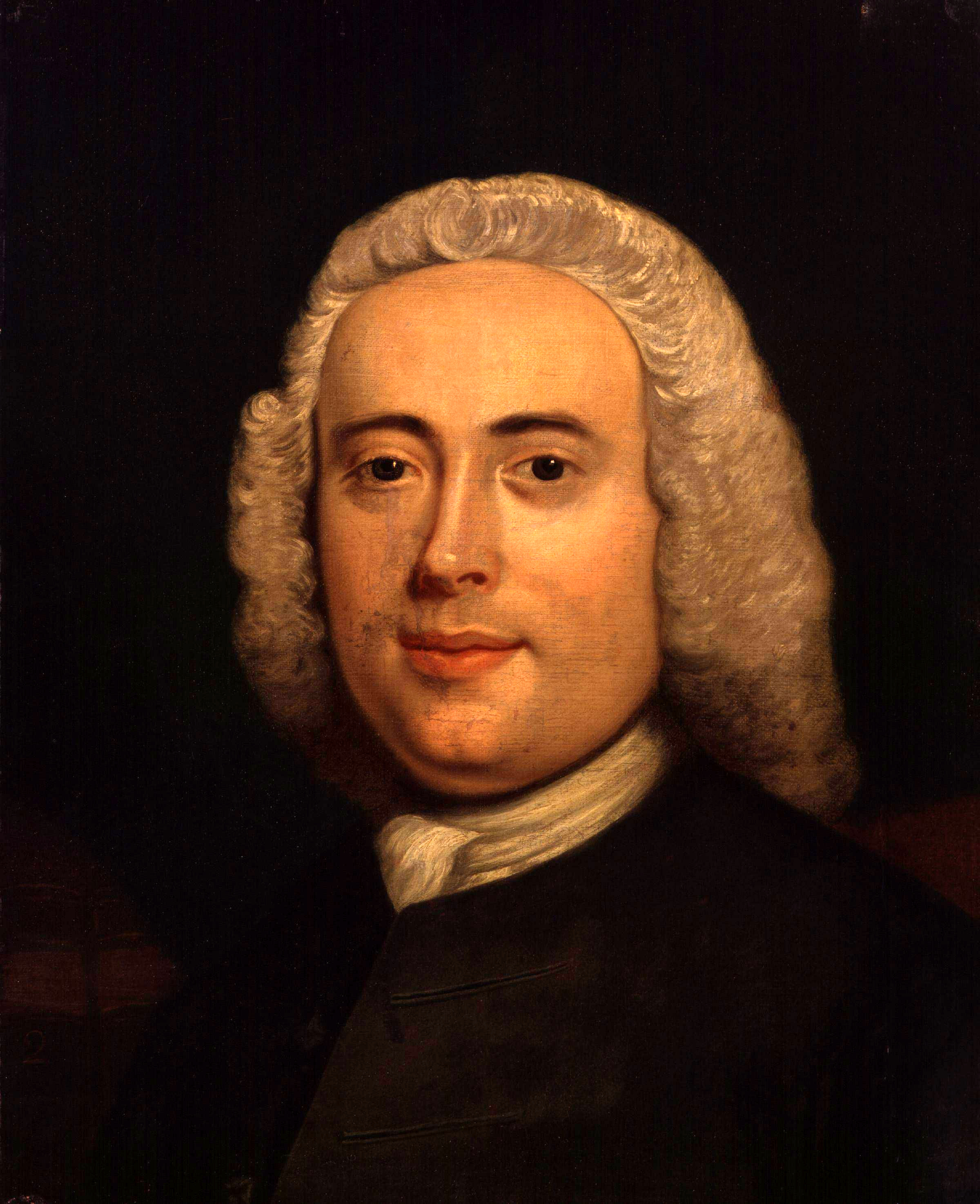
John Canton

John Canton (Stroud (Gloucestershire), 31 juli 1718 – Londen, 22 maart 1772) was een Brits natuurkundige.

## Biografie
Canton werd geboren in Stroud in Gloucestershire als zoon van een wever. Op negentienjarige leeftijd werd hij als klerk aangenomen door een schoolmeester in Londen, Samuel Watkins. Na vijf jaar ging hij er zelf les geven en dat bleef hij zijn hele leven doen. Rond het jaar 1745 voerde hij verscheidende verbeteringen door in elektrische toestellen (waaronder de elektroscoop) en vond hij een elektrometer waarmee hij de hoeveelheid verzamelde elektriciteit in een Leidse fles kon bepalen. In 1750 hield hij een voordracht voor de Royal Society, de Britse academie van wetenschappen, over een methode voor het maken van magneten. Het leverde hem het lidmaatschap van deze organisatie op en een jaar later de Copley Medal, de belangrijkste onderscheiding van de Royal Society.
Als eerste in Engeland verifieerde Canton de hypothese van de Amerikaan Benjamin Franklin dat bliksem een elektrisch verschijnsel is. Voorts deed Canton onderzoek naar andere aspecten van elektriciteit en op het gebied van fosforescentie. In 1764 weerlegde hij experimenteel de toen gangbare opvatting dat water niet samendrukbaar is, waarvoor hem in dat jaar nogmaals de Copley Medal werd toegekend. Canton overleed op 53-jarige leeftijd aan oedeem.